# Raúl Larra
Raúl Larra (Buenos Aires, 18 de octubre de 1913- 22 de febrero de 2001) fue un periodista, escritor e intelectual argentino.

## Biografía
Hijo de una familia proveniente de Italia, nació en el barrio de Balvanera. Desde muy joven se vinculó a distintas agrupaciones de intelectuales de izquierda, y publicó sus primeros textos como colaboraciones en varios periódicos y revistas de la época.
En 1935 formó parte con Emilio Troise, Alberto Gerchunoff, Vicente Martínez Cuitiño, Cayetano Córdova Iturburu y Rodolfo Puiggrós del grupo de intelectuales que acompañaron a Aníbal Ponce en la fundación de la Asociación de Intelectuales, Artistas, Periodistas y Escritores (AIAPE).
Su temprana relación con los escritores que integraban el grupo de Boedo lo vinculó a Álvaro Yunque, quien escribió el prólogo de su primer libro, la biografía «Payró, el hombre y la obra», posteriormente reeditada en el año 1952 con el título «Payró, el novelista de la democracia».
Fue uno de los escritores que, desde el Río de la Plata, mostraron en sus textos las instancias dramáticas de la guerra civil española, por ejemplo con su relato «La angustia de España».
Hacia fines de 1947, la doctrina Zhdánov que determinaba un esquema teórico binario comunismo-capitalismo y establecía acciones concretas en el campo cultural, creó conflictos y contradicciones entre los intelectuales de izquierda de Argentina. Estos conflictos se superponían y articulaban con los cambios de paradigma que impulsaba el creciente movimiento peronista.

Larra tomó posición cuestionando lo que interpretaba como un dogmatismo acrítico de las instrucciones provenientes de las altas esferas de la Kominform, reivindicando una estética literaria más vinculada a lo popular de tradición realista, corriente literaria que tuvo como precursores a Florencio  Sánchez y Evaristo  Carriego y otros autores de temática social del grupo de Boedo.  
Esta postura se materializó en la obra «Roberto Arlt, el torturado», biografía en la cual reivindicó la figura y obra de Roberto Arlt, autor señalado como "fascista, cuya literatura era decadente, psicologista, antirrealista y antiopopular", según la apreciación de los pensadores del PCA alineados con la doctrina llegada de la URSS. 

En intenso debate entre los intelectuales partidarios del comunismo ortodoxo y los que se ubicaban en una posición más cercana al “nacionalismo populista”, —entre los que se encontraba Larra—, se evidenció en la creación de diversas publicaciones culturales que adscribían a una u otra vertiente. En 1961, Pedro Orgambide, Raúl Larra y David Viñas crearon la revista «Hoy en la Cultura», que llegó a publicar 29 ejemplares hasta su cierre en 1966, incluyendo en sus contenidos textos vinculados a la Revolución cubana.
Autor de unos 30 libros, las biografías representan lo más significativo de su trabajo, que tuvo como objetivo “indagar el país a través de sus hombres representativos”.
Fundó y dirigió la Editorial Futuro, de gran importancia en las décadas de 1950 y 1960, y una de las tres editoriales en Buenos Aires dedicadas a la difusión de literatura comunista.
Recibió el Premio Municipal de Ensayo en 1982, y el Premio Municipal Ricardo Rojas en 1988.

## Obras

### Biografías
- Payró, el hombre y la obra (1ª edición). Editorial Claridad. 1938.[Nota 1] Reeditado como Payró: El novelista de la Democracia.[Nota 2]
- Lisandro de la Torre, vida y drama del solitario de Pinas (1ª edición). Editorial Claridad. 1942. Reeditado como Lisandro de la Torre, el solitario de Pinas.[Nota 3]
- Roberto Arlt, el torturado (1ª edición). Futuro. 1950.[Nota 4]
- Mosconi, el general del petróleo (1ª edición). Futuro. 1957.[Nota 5]
- Jorge Newbery, el conquistador del espacio (1ª edición). Futuro. 1960.[Nota 6]
- Leónidas Barletta, el hombre de la campana (1ª edición). Conducta. 1978.[Nota 7]
- Savio, el argentino que forjó el acero (1ª edición). Ánfora. 1980.[Nota 8]
- El general Baldrich y la defensa del petróleo argentino (1ª edición). Editorial Mariano Moreno. 1981. Sobre la vida de Alonso Baldrich.[Nota 9]
- Palacios, el último mosquetero (1ª edición). Siglo Veinte. 1988. ISBN 978-950-516-480-6.
- Vuelve Alberdi (1ª edición). Letrabuena. 1991. ISBN 978-950-777-013-5.
- La batalla del General Guglialmelli (1ª edición). Distal. 1995. ISBN 978-950-9495-82-1.

### Otras obras
Alternados con sus textos biográficos, escribió otros trabajos, como novelas o ensayos. Entre ellos:
- Encuentro en la noche (1ª edición). Santiago Rueda. 1949. Novela.[Nota 10]
- Sin tregua (novela) (1ª edición). Hemisferio. 1953.
- Le decían el Rulo... (1ª edición). Editorial Futuro. 1956. Novela.[Nota 11]
- Gran Chaco (1ª edición). Futuro. 1958. Novela ubicada en el entonces Territorio nacional del Chaco, en 1925.[Nota 12]
- El uturunco estaba entre nosotros (1ª edición). A. Peña Lillo. 1968. Novela.[Nota 13]
- El Hombre de la valija (1ª edición). Ediciones Diáspora. 1971.[Nota 14]
- Mundo de escritores (1ª edición). Ediciones Sílaba. 1973.[Nota 15]
- Etcétera (1ª edición). Ánfora. 1982. Galería de retratos de personajes célebres como Leopoldo Lugones, Carlos Gardel, Ricardo Rojas, Benito Lynch, Roberto Mariani, Alberto Gerchunoff, entre otros.[Nota 16]
- Al sur del Colorado (1ª edición). Eurindia. 1983.[Nota 17]
- La Conspiración del Gran Bonete (1ª edición). Ediciones Dirple. 1984. ISBN 978-950-9518-00-1.
- Yo soy Andresito Artigas (1ª edición). Cartago. 1984. ISBN 978-950-650-000-9.
- Sitiados y sitiadores (1ª edición). Letra Buena. 1991. ISBN 978-950-777-001-2.